# دریس فان خستل
دریس فان خستل (انگلیسی: Dries Van Gestel؛ زادهٔ ۳۰ سپتامبر ۱۹۹۴ ‏(۳۰ سال)) دوچرخه‌سوار اهل بلژیک است.
از باشگاه‌هایی که در آن بازی کرده‌است می‌توان به تیم لوتو–سودال و اسپورت فلاندر-بالوزه اشاره کرد.